# 王道純 (天啟進士)
王道纯（？—1644年），字懷鞠，號湛白，陕西西安府蒲城縣軍籍。

## 生平
天啓四年（1624年）甲子科陕西乡试举人，五年（1625年）联捷乙丑科進士，授中书舍人，崇祯三年（1630年）擢授河南道试御史，十一月特纠衰庸之臣光禄寺卿苏晋、四川建昌督粮布政张尔基。四年二月照例考试实授，疏劾冢臣王永光有当去者三，不可留者四，乞速准休致，以全优礼之恩，帝不纳。五月巡按山东，登州孔有德之乱，任监军御史，以主剿被责让。后与总督刘宇烈领兵进剿，刘宇烈以弃军被逮，詞连道纯，道纯疏驳，并劾熊明遇、首辅周延儒，帝皆不问。已而贼平，道纯竟坐监军溺职，被削籍为民。家居日，凡官府政事系民间利害，无不关白，民皆德之。十五年以廷臣荐，将起用，未果。及李自成據关中，檄徵不赴，被执追饷，无以应，随营平阳，遇害。逾年始获骸骨归葬。所刻有《剿叛疏草》。福王时，赠恤如制。

## 延伸阅读
[在维基数据编辑]